# Artishia Gilbert
Pour les articles homonymes, voir Gilbert.
Artishia Garcia Gilbert, née en 1868 à Manchester et morte en 1904 à Louisville, également connue sous le nom d'Artishia Gilbert-Wilkerson, est une Afro-Américaine du Kentucky qui est probablement devenue la première femme noire autorisée à pratiquer la médecine dans cet État. Après avoir obtenu son diplôme de premier cycle et sa maîtrise dans le Kentucky, Gilbert obtient son diplôme de médecine à Washington, D.C. Tout en poursuivant ses études, Gilbert enseigne dans son alma mater et, après avoir obtenu sa licence, elle continue à enseigner et à pratiquer la médecine à Louisville.

## Enfance et formation
Artishia Garcia Artishia Gilbert naît le 2 juin 1868 à Manchester, Kentucky, d'Amanda (née Hopper) et William Artishia Gilbert,. Elle était la plus jeune des deux enfants de la famille. Ses parents étaient agriculteurs et jusqu'à ce qu'elle ait six ans, son père a migré vers diverses communautés, n'ayant pas de résidence fixe. À chaque endroit où ils ont vécu, Artishia Gilbert fait connaissance avec les enseignants locaux, apprenant rapidement à épeler et à lire. En 1878, ses parents s'installent à Louisville et elle est entrée dans les écoles publiques, où elle reste pendant les trois années suivantes.
En 1881, Artishia Gilbert devient chrétienne et entre à l'Institut normal et théologique dirigé par le révérend William J. Simmons, (connu plus tard sous le nom de State University). En 1885, elle obtient son diplôme de l'école normale et s'inscrit à des études universitaires. Pendant sa scolarité, Artishia Gilbert enseigne l'école du dimanche et occupe des emplois pour aider sa mère à payer ses frais de scolarité. Elle obtient un diplôme A.B. en 1889 en tant que major de sa promotion.

## Carrière
Après avoir terminé ses études, Artishia Gilbert commence à travailler comme rédactrice en chef du magazine Our Women and Children, mais lorsqu'on lui a offert un poste d'enseignante en 1890 à son alma mater, elle a accepté le poste de professeure d'anglais et d'instructrice de grammaire grecque,. Conférencière populaire lors des tournées de la Women's Baptist Educational Convention, Artishia Gilbert prend la parole dans de nombreuses organisations tenues dans tout le Sud et a servi de représentante aux Conventions baptistes nationales. Elle est matrone à l'Université d'État et a siégé au conseil d'administration du Colored Orphan's Home, ainsi que présidente de plusieurs groupes de femmes. Elle est associée au Bell Embroidery Club, Ladies Union Band, Sons and Daughters of the Calvary, Sons and Daughters of the Morning, Women's Federation Board, Women's Industrial Club et Women's Improvement Club. Artishia Gilbert fréquente l'éphémère collège médical national de Louisville (1881-1911), dirigé par des Afro-Américains, et obtient son diplôme d'Artium Magiste en 1893,,. Par la suite, elle reçoit ce qui était probablement la première licence médicale délivrée à une Afro-Américaine dans l'État du Kentucky, après avoir réussi son examen.
Artishia Gilbert ouvre son cabinet médical au 938 Dumesnil Street, à Louisville, et reste inscrit dans les registres nationaux des médecins à cette adresse jusqu'en 1902,. En 1896, Artishia Gilbert poursuit ses études à l'université Howard de Washington, D. C., et obtient son doctorat en médecine l'année suivante. Pendant son séjour dans la capitale, elle rencontre Bernard Orange "B. O." Wilkerson, qu'elle épouse le 1er juin 1897 à New York. Wilkerson, qu'elle épouse le 1er juin 1897 à New York. De retour à Louisville, Artishia Gilbert travaille comme assistante du professeure d'obstétrique du département de médecine de l'université d'État et est la surintendante du Sanitarium de la Croix-Rouge de Louisville. Elle a trois enfants : B. O. Jr, Artishia Garcia Jr, et un nourrisson de sexe masculin qui avait deux semaines au moment de sa mort.

## Mort et héritage
Artishia Gilbert meurt deux semaines après avoir donné naissance à son plus jeune enfant et est enterrée le 2 avril 1904, lors d'un service auquel ont assisté de nombreux membres de sa famille, des amis et des collègues de travail,.